# Iglesia de San Nicodemo
La iglesia de San Nicodemo es un templo católico ubicado en Coinco, Región de O'Higgins, Chile. Construida en 1871, fue declarada monumento nacional de Chile, en la categoría de monumento histórico, mediante el Decreto n.º 15, del 27 de enero de 2009.

## Historia
Fue construida en 1871 luego de una división de la parroquia de Olivar por el arzobispo de Santiago Rafael Valentín Valdivieso. El terremoto de 1985 dejó una leve inclinación a la torre campanario, y el terremoto de 2010 dañó de forma considerable a la iglesia, por lo que en 2019 se aprobó el presupuesto para su reconstrucción.

## Descripción
Se encuentra frente a la plaza principal del poblado, y forma parte del conjunto arquitectónico con los edificios de los costados, con fachada continua y corredores. Cuenta con una nave central de forma rectangular y una torre campanario de madera.